# سنایان
نرم‌افزار مدیریت کتابخانه سنایان (Senayan Library Management System) به اختصار SLIMS یک نرم‌افزار متن‌باز مدیریت کتابخانه است که پاسخگوی تمام نیازهای اتوماسیون کتابخانه‌ها می‌باشد.

## ویژگی‌ها
- OPAC آنلاین با قابلیت درج تصویر بندانگشتی (تصویر جلد) برای هر مدرک
- مدیریت اشیاء دیجیتال/ قابلیت پیوست فایل دیجیتال (PDF, DOC, PPT, XLS, Audio, Video) برای هر مدرک
- ذخیره ابرداده‌ها به فرمت استاندارد ابرداده‌ای MODS XML
- فید RSS برای OPAC
- پشتیبانی از استاندارد  OAI-PMH  و استاندارد ابرداده‌ای دوبلین کور
- پشتیبانی از استاندارد Z39.50
- قابلیت مدیریت چندین کتابخانه زیر مجموعه به صورت یکپارچه
- مدیریت پیشرفته پیایندها
- مدیریت پیشرفته اعضا
- مدیریت پیشرفته امانت و رزرو کتاب
- رابط کاربری ساده و کاربرپسند
- چت تحت وب با کاربران
- امکان تغییر پوسته
- پوسته کاملاً واکنش‌گرا مناسب مرور با تلفن‌همراه[۳]

## مجوز
نرم‌افزار مدیریت کتابخانه سنایان با مجوز پروانه عمومی همگانی گنو ورژن 3 منتشر شده‌است.

## جوایز
برنده جایزه Indonesia ICT Award در رده نرم‌افزارهای آزاد در سال ۲۰۰۹ 